# Esbart de Vic
L'Esbart de Vic –o Esbart de Vich– va ser un grup de joves poetes vigatans, que en temps de la Renaixença es reunien a l’indret que anomenaren font del Desmai, a l'antic camí de Folgueroles a Vic, per conversar sobre poesia o bé fer sessions de lectura de poemes, dites «esbartades».

## Origen i història de l'esbart
El grup nasqué en les tertúlies que aquesta colla d’amics feien almenys des de 1863 i 1864, congregats entorn de la figura admirada de Verdaguer, en reunions literàries a casa d’un o altre o entorn de la font llavors anomenada de Morgadès. Tot i així, se sol considerar significativa la data del 19 de juny de 1867, dia en què –a proposta de Jaume Collell– es reuniren a la font, i Verdaguer llegí als seus joves amics el que després s'ha considerat discurs fundacional de l’Esbart. En foren membres fundadors Jacint Verdaguer, Jaume Collell, Antoni d’Espona, Josep Serra i Campdelacreu, Marià Campà, Martí Genís i Aguilar, Josep Salarich, Pere Andreu i els germans Francesc i Josep Masferrer i Arquimbau. Foren també esbartistes, en algun moment, Narcís i Magí Verdaguer i Callís, Joaquim i Ramon Masferrer i Arquimbau, Joaquim d’Espona, Mercè Font i Codina, Francesc Cuadras, Ramon d’Abadal, Francesc de Febrer, Josep Camp-Sangles, Josep Bach, Joan Sendra i Lluís B. Nadal.
La colla tingué una vida molt activa els primers temps, 1867-69, que s'allargà encara un parell d’anys, tot i que no amb l'empenta inicial. I després, la font ja passà a ser un record simbòlic. Les esbartades tingueren lloc, preferentment, durant els mesos d’estiu, quan els estudiants de la Universitat de Barcelona i els del Seminari de Vic es trobaven a la seva ciutat i ho aprofitaven per reunir-se a la font del Desmai i compartir els seus interessos i els seus poemes. En una carta de Francesc Masferrer a la revista Lo Gay Saber així ho explica: Com l’altre estiu, los joves poetes de nostra ciutat aprofiten enguany també eixos mesos de vacança per a tenir qualques assentadas sota el desmai de l’abundosa fontana […] senzilla cort, en què celebren los trobadors vigatans poètiques justes, conversant i departint germanívolament sobre les meravelles de la fe, les glòries de la pàtria, les dolçures i tendreses de l'amor; assajant-se amb tot son giny en lo dificil art de trobar, adoctrinats per qui es tan savi i entès en l'alta i nobilíssima ciència de la poesia.
El 1879 es publicà La garba muntanyesa, recull de poesies de l’Esbart de Vic, una antologia poètica dels membres del grup Josep Bach, Josep Camp, Marià Campà, Joan Sendra, Jaume Collell, Antoni i Joaquim Espona, Martí Genís i Aguilar, Francesc i Josep Masferrer, Lluís B. Nadal, Francesc Cuadras, Josep Serra i Campdelacreu, Jacint Verdaguer i Magí Verdaguer i Callís.

## Estètica literària
L'estètica dominant dels esbartaires és la romàntica, un romanticisme conservador que els arrela en les propostes de la Renaixença: la poesia èpica –i més rarament la poesia amorosa–, la literatura popular i folklòrica i la vinculació a la ciutat de Vic, la concepció romàntica de la vida i de la literatura, la religió i la fe, un cert misticisme i un clar patriotisme.

## Memòria
Per commemorar el naixement de l'Esbart de Vic, a la font del Desmai hi ha un monòlit que s'hi enclavà el 1917, amb la presència de Víctor Català, en commemoració dels cinquanta anys de la primera esbartada, i s'hi celebren actes culturals o aniversaris. El Patronat d'Estudis Osonencs n'és el propietari i l'ajuntament de Folgueroles es fa càrrec del lloc.